# Haut-fourneau de Vendresse
Le haut-fourneau de Vendresse est une installation industrielle situé à Vendresse, en France, créée par le maître de forges ardennais  Jean-Nicolas Gendarme sur un site ayant une activité de production de fer depuis la deuxième moitié du XVIe siècle.
C'est devenu aujourd'hui un site touristique transmettant de façon ludique la mémoire de cette activité métallurgique dans les lieux mêmes où elle était exercée.

## Description
Le haut-fourneau est perpendiculaire à une halle au charbon : l'approvisionnement en charbon  du haut-fourneau devait pouvoir se faire par la porte arrière de ce bâtiment. À l'intérieur du haut-fourneau, une roue hydraulique entraînaient des soufflets.
Les deux édifices ont des murs en moellon calcaire. Les encadrements des portes et fenêtres et les chaînages sont en pierre de taille. Les toits sont à longs pans et demi-croupe à charpente en bois apparente, avec une couverture d'ardoise. 
La halle dispose d'un mur de refend à redents  coupe-feu. Un réseau hydraulique partant de l'étang entouraient la halle, par le nord, pour alimenter le bocard et la scierie, aujourd'hui disparue, et, par le sud, pour alimenter la roue hydraulique.

## Localisation
Le haut-fourneau est situé sur la commune de Vendresse, dans le département français des Ardennes.

## Historique
Le site  est utilisé pour la production du fer depuis la deuxième moitié du XVIe siècle, le premier fourneau ayant été probablement implanté par l'abbaye d'Élan sur le cours de la fontaine de Pailly. Les trois éléments nécessaires se trouvent en effet à proximité : le minerai de fer, bien sûr, mais aussi l'eau, et le bois. Les exploitants se succèdent, les Dehaines, les Coffin, les Coulon, les Poulain, etc.. Ce domaine est finalement loué puis acquis par Jean-Nicolas Gendarme, auprès de Louise d'Aumont, duchesse de Mazarin, à la fin des années 1810. 
Le haut-fourneau, dans sa forme actuelle, a été construit entre 1822 et 1824 par ce même Jean-Nicolas Gendarme, célèbre, et très entreprenant, maître de forges ardennais. Ce haut-fourneau approvisionne les forges de Boutancourt, Haraucourt, et Bairon, puis de Vrigne-aux-Bois et Boutancourt,  deux autres propriétés de ce Jean-Nicolas Gendarme. 
Des activités annexes se greffent au fil des ans autour du haut-fourneau, une scierie, un bocard, etc. Vers 1845, environ quarante personnes travaillent sur ce site pour y fabriquer mille tonnes de fonte. À la mort de Jean-Nicolas Gendarme, l'activité se poursuit, dans un premier temps sous l'autorité de sa fille. Au bois succède dans la métallurgie le charbon extrait du sol et qui n'est plus à proximité du site : l'implantation en ce lieu n'est plus appropriée. La production de fonte s'arrête en 1870, mais un cubilot continue à fonctionner jusqu'à la fin du XIXe siècle. En 1909, une pisciculture est créée et commence à être exploitée
L'édifice est inscrit au titre des monuments historiques en 1972.

## Situation actuelle: le domaine de Vendresse
Le Domaine de Vendresse est devenu un lieu touristique de Vendresse. Il est composé de l'ancien Haut-Fourneau de Vendresse abritant deux expositions et une brasserie ainsi que d'un parc avec trois étangs. Il y a donc deux expositions permanentes : 
- Le Feu, pièce où se déroule un son et lumière retraçant l'histoire du Haut-Fourneau.
- L'Eau, se déroule dans la mezzanine, où était stocké le charbon du haut-fourneau, avec de nombreuses animations ludiques pour comprendre le système de l'eau. Au rez-de-chaussée, 14 aquariums d'eau douce comportent 33 espèces de poissons présents dans les Crêtes Préardennaises.

Activités en plein-air
- Pêche à la truite, pour petits et grands
- Pêche en no-kill de carpes et d'esturgeons
- Pêche au kilo.
- Jeux en bois pour les plus petits et jeux liés à l'eau pour les plus grands
- Flotte de bateaux télécommandés sur les différents étangs.